# متحف باتا للأحذية
متحف باتا للأحذية (Bata Shoe Museum) هو متحف موجود وسط مدينة تورنتو في كندا أنشأه مالكو شركة أحذية باتا.
يجمع المتحف الأحذية من مختلف أنحاء العالم ويحفظها ويعرضها. وتتوفر فيه أربعة معارض، ثلاثة منها مؤقتة ومعرض دائم، بالإضافة إلى عروض وأنشطة عائلية. تحتوي المجموعة زهاء 10000 مادة عبر التاريخ حتى وقتنا الراهن، وهو يعدُّ المتحف الأكبر وربما الوحيد في القارة الأمريكية المتخصص بالأحذية.

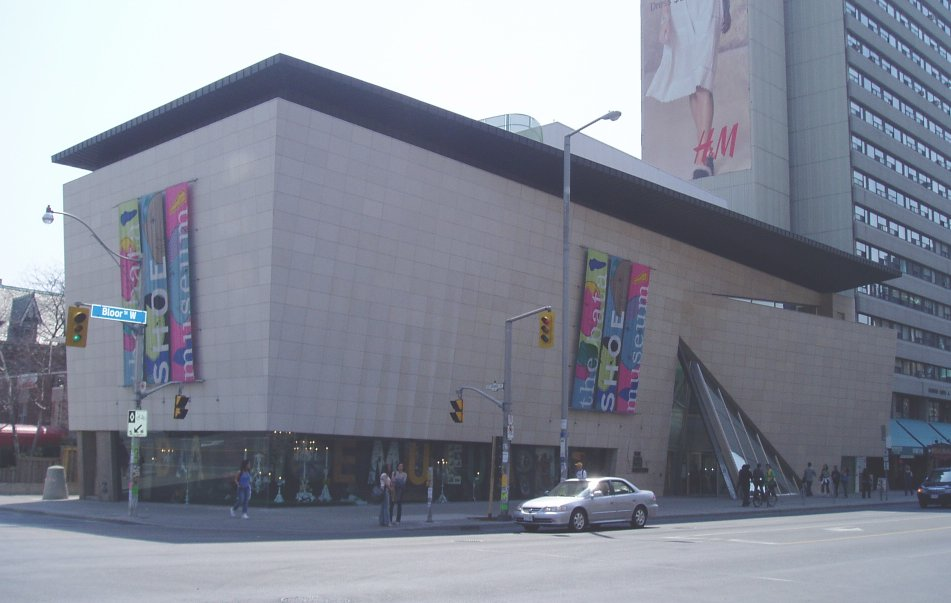
متحف باتا للاحذية